# Günter Meinel

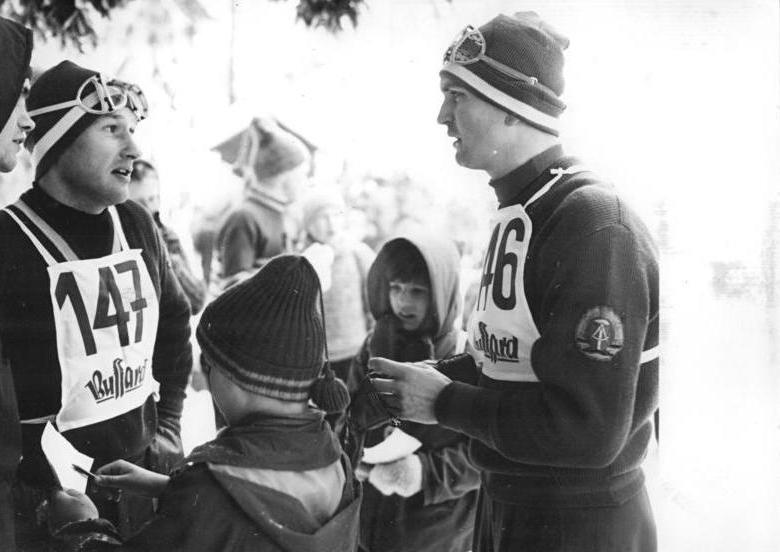
Günter Meinel (links) mit Rainer Dietel (rechts), Deutsche Skimeisterschaften 1963 - Kombinationssprunglauf auf der Großen Vogtlandschanze, 21. Februar 1963

Günter Meinel (* 14. Mai 1938 in Chodau) ist ein ehemaliger deutscher nordischer Skisportler, der in der Nordischen Kombination startete.

## Biografie
Sein Vater war bereits 1936 als Skispringer angetreten.
Meinel startete in der Jugend für Motor Klingenthal und später für den SC Dynamo Klingenthal. 1952 wurde er DDR-Jugendmeister.
1959 nahm er an den DDR-Meisterschaften der Nordischen Kombinierer teil und wurde, wie auch 1961, Sechster.
Bei einem Wettbewerb gegen Athleten des westdeutschen Skiverbands 1959 konnte er sich als Sieger durchsetzen. In Altenau gewann er vor Toni Haug. 1964 wurde er bei einem erneuten Aufeinandertreffen, nun in Innsbruck, Zweiter hinter Rainer Dietel.
Bei den Nordischen Skiweltmeisterschaften 1962 wurde er Letzter von 34 Startern. Im selben Jahr wurde er bei den DDR-Meisterschaften Zweiter hinter seinem Vereinskollegen Rainer Dietel. 1963 wurde er bei der Ausscheidung Fünfter.
Er war bei den Olympischen Winterspielen 1964 in Innsbruck in der Nordischen Kombination als Starter vorgesehen. Bei den Vorolympischen Spielen 1963 in Seefeld hatte er noch das Endklassement als Zweiter nach Georg Thoma belegt. In den Trainingsläufen der Olympischen Spiele brach jedoch sein Ski, sodass er nicht zum Einsatz kam. Bei den DDR-Meisterschaften wurde er 1964 Sechster. Bei einem Qualifikationswettbewerb der Nordisch Kombinierer im Januar 1965 in Klingenthal wurde er nach Günter Flauger und Roland Weißpflog Dritter.
Seine Ausstattung für Olympia verkaufte er 83-jährig im Oktober 2021 bei Bares für Rares. Sie wurde danach von Händler Markus Wildhagen auf Vorschlag und mit finanzieller Unterstützung eines Leipziger Mäzens an das Stadtgeschichtliche Museum Leipzig abgegeben und wird seither in der Sammlung im Keller des Alten Rathauses ausgestellt.